# Paul & Richard Ehrlich
Paul & Richard Ehrlich waren zwei deutsche Architekten jüdischer Abstammung, die in Breslau lebten und arbeiteten.

## Geschichte
Die Brüder Paul (1870–1943) und Richard (1866–1942) wurden als Söhne des Maurermeisters Louis Ehrlich (1831–1913) und seiner Ehefrau Marie, geb. Weigert, geboren. Beide Söhne besuchten das Maria-Magdalenen-Gymnasium in Breslau. Anschließend studierte Paul (und vermutlich auch Richard) Architektur an der Technischen Hochschule (Berlin-)Charlottenburg. Sie wurden beide im Jahre 1942 ins KZ Theresienstadt deportiert, wo sie umgebracht wurden.

## Bauten und Entwürfe
Die meisten Bauten entstanden in Zusammenarbeit beider Brüder, jedoch wird für einige Objekte nur einer von beiden genannt.
- Beuthen und Umgebung: Ring 26, Schneiderstraße 3
- Breslau
  - Baublöcke und Mehrfamilienhäuser in der Siedlung Bischofswalde
  - Wohnhaus der Gotthelf'schen Stiftung, Alsenstraße 93/95
  - Mehrfamilienwohnhäuser Westendstraße 75 / Lübener Straße 1, Westendstraße 75a / Lübener Straße 2, Grünberger Straße 73, Steinauer Straße 48, Grünberger Straße 47 / Westendstraße 77, Wallstraße 5–9
  - Erweiterungsbauten für das Israelitische Krankenhaus, Hohenzollernstraße 92/94 (Paul Ehrlich)
  - 1900–1903: Hochbauten auf dem jüdischen Friedhof in Breslau-Cosel, Flughafenstraße (ul. Lotnicza)
  - Warenhäuser Hünert und Schottländer
  - 1907: Wohnhaus für Konsul Fritz Ehrlich (seit 1917 bewohnt durch Leo Lewin), Akazienallee 12 (Richard Ehrlich)
  - Jüdische Schule am Rehdigerplatz 3
  - eigenes Wohnhaus von Paul Ehrlich (heute Schule Lauder-Etz Chaim, ul. Jastrzębia 18–20)
- Tschechnitz bei Breslau
  - Kraftwerk der Elektrizitätswerk Schlesien AG (EWS) (Paul Ehrlich)

Richard Ehrlich war außerdem am Ausbau des Großen Saales des Breslauer Konzerthauses nach Entwurf von Hans Poelzig beteiligt.

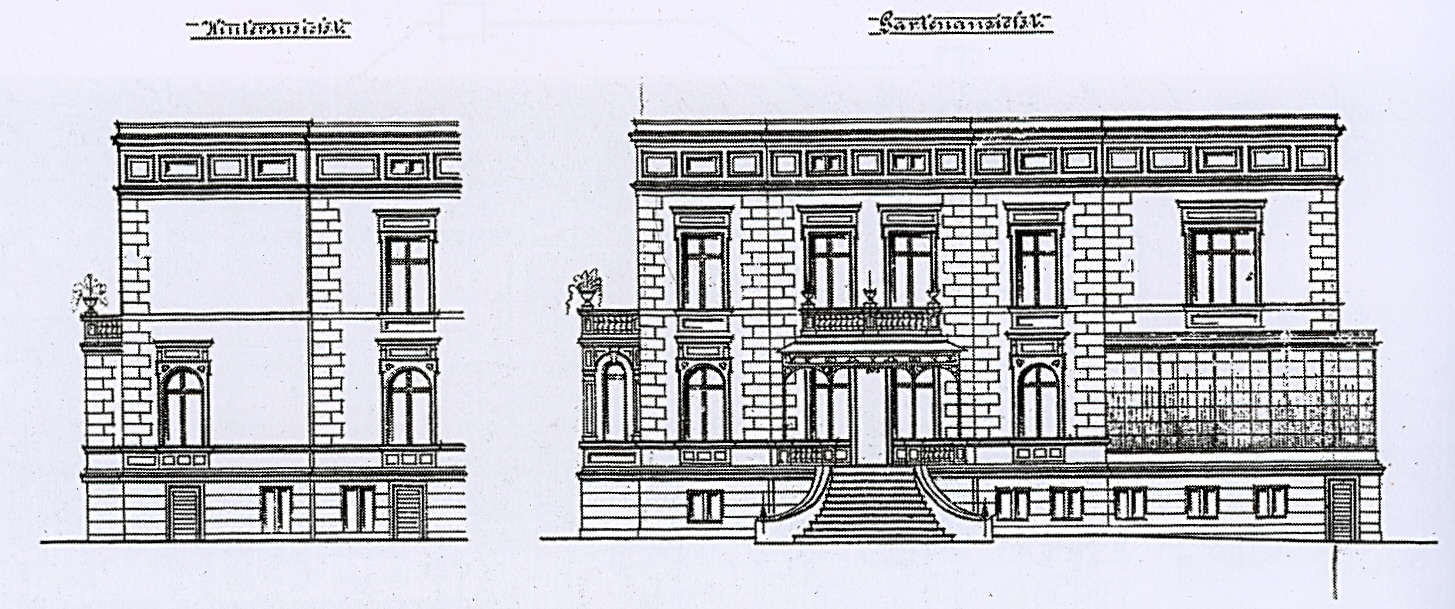
Villa Smoschewer
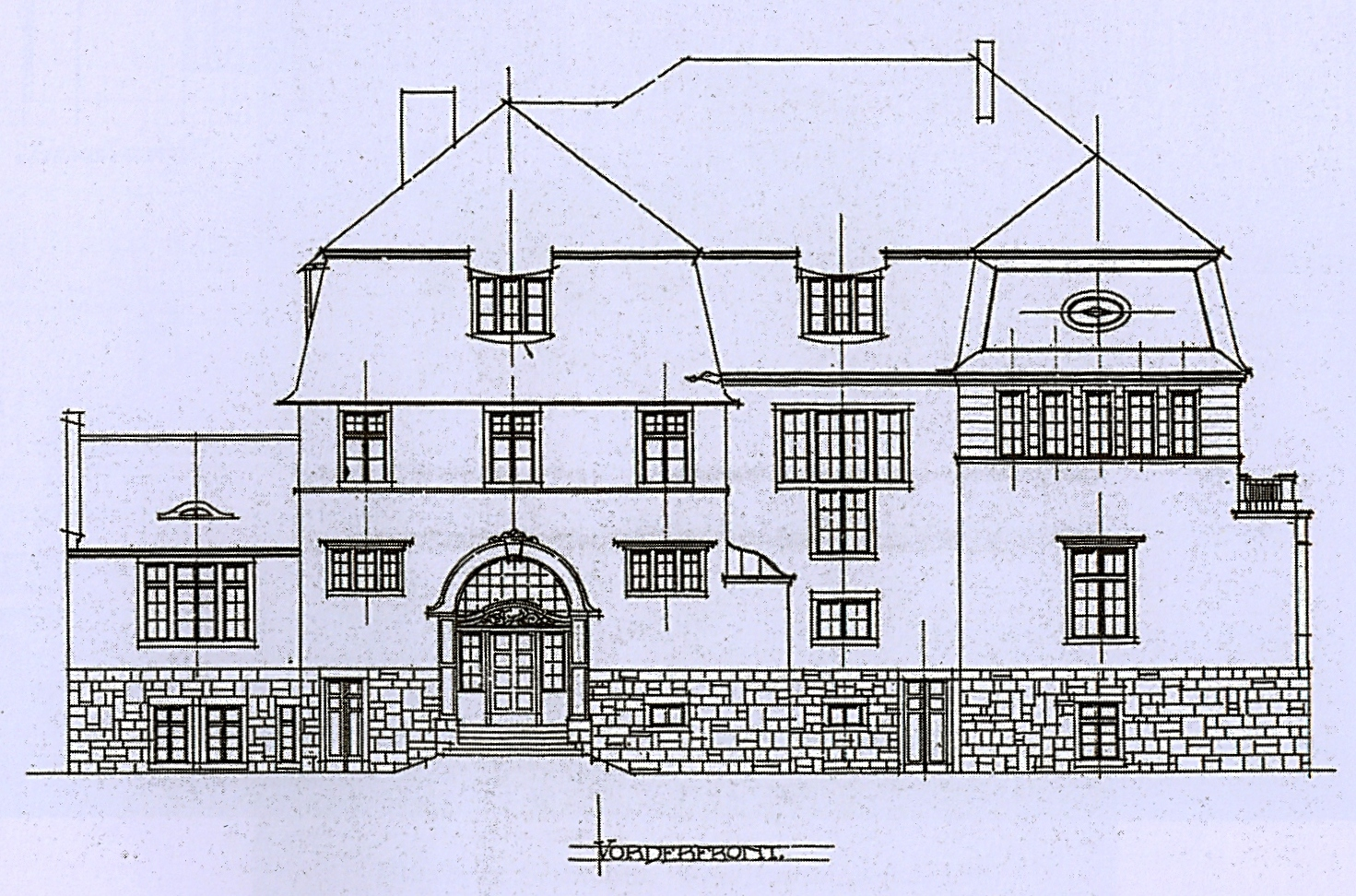
Villa Akazienallee 12, Ansicht Straßenseite
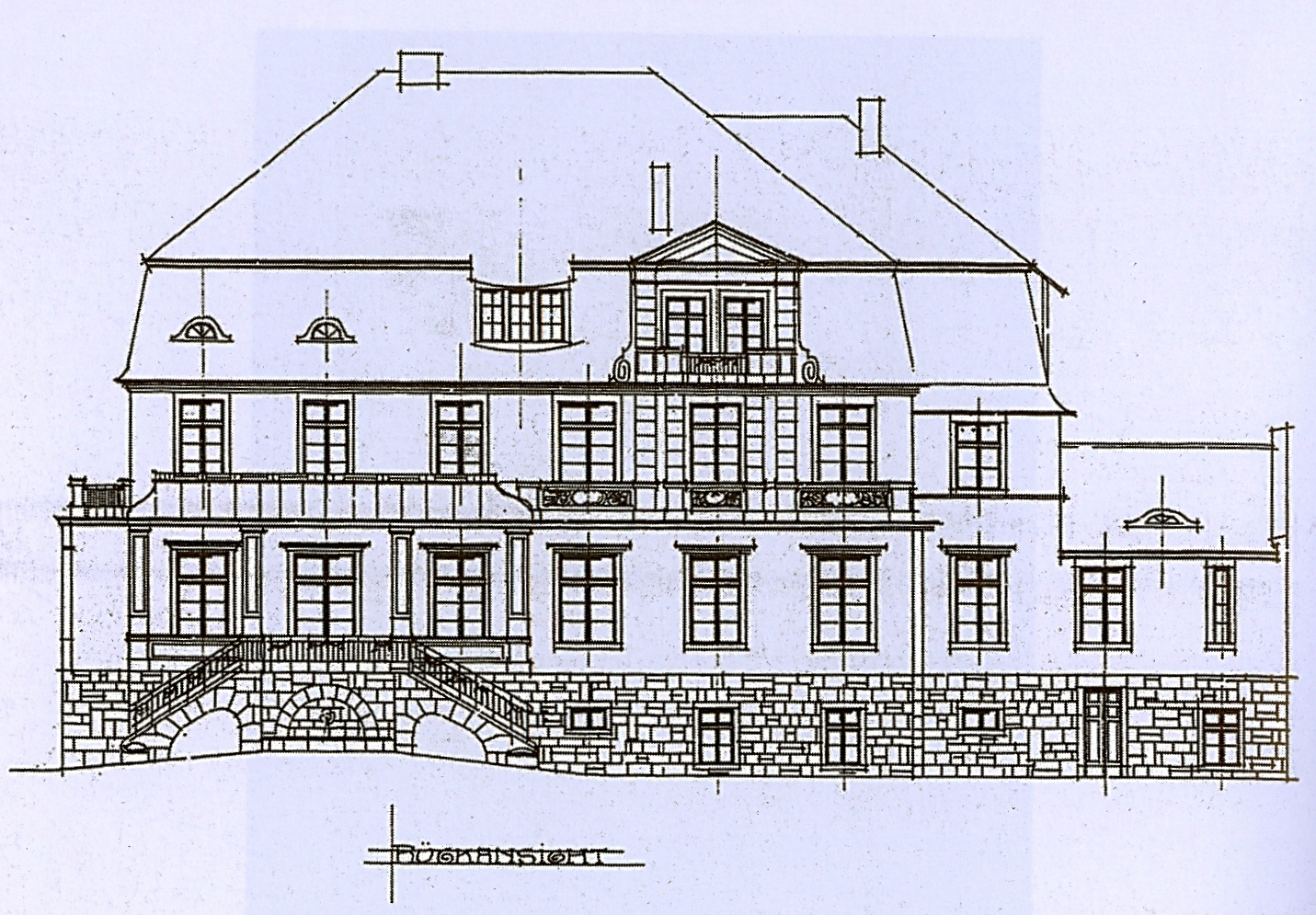
Villa Akazienallee 12, Ansicht Gartenseite